# Schnellfahrstrecke Jakarta–Surabaya
| Messzug der Baureihe KCIC CIT400AF in Jakarta |                      |                             |                             |
| Streckenlänge: | 712 km               |                             |                             |
| Spurweite: | 1435 mm (Normalspur) |                             |                             |
| Streckengeschwindigkeit: | 350 km/h             |                             |                             |
| Zweigleisigkeit: | ja                   |                             |                             |
| |                      |                             |                             |
| \| \| \| Schnellbahn Jakarta–Bekasi \| \| \| \| \| Jakarta Halim \| \| \| \| \| Karawang \| \| \| \| \| \| \| \| \| \| \| \| \| \| \| \| \| \| \| \| \| \| \| \| \| \| \| \| \| \| \| \| \| \| \| \| \| \| \| \| \| \| \| \| \| \| \| \| \| \| \| \| \| \| \| \| \| \| \| \| Bestandsstrecke von Jakarta \| \| \| \| \| Padalarang (Bandung) \| \| \| \| \| nach Bandung \| \| \| \| \| \| \| \| \| \| Tegalluar (Bandung) \| \| \| \| \| Betriebswerk \| \| \| \| \| Kertajati \| \| \| \| \| Cirebon \| \| \| \| \| Purwokerto \| \| \| \| \| Yogyakarta \| \| \| \| \| Solo \| \| \| \| \| Madiun \| \| \| \| \| Surabaya \| \| |                      |                             |                             |
| Bahnhof quer |                      | Schnellbahn Jakarta–Bekasi  | Schnellbahn Jakarta–Bekasi  |
| Kopfbahnhof Streckenanfang |                      | Jakarta Halim               | Jakarta Halim               |
| Bahnhof |                      | Karawang                    | Karawang                    |
| Tunnel |                      |                             |                             |
| Tunnel |                      |                             |                             |
| Tunnel |                      |                             |                             |
| Tunnel |                      |                             |                             |
| Tunnel |                      |                             |                             |
| Tunnel |                      |                             |                             |
| Tunnel |                      |                             |                             |
| Tunnel |                      |                             |                             |
| Tunnel |                      |                             |                             |
| Tunnel |                      |                             |                             |
| Tunnel |                      |                             |                             |
| Strecke von links · Kreuzung geradeaus unten · Strecke quer |                      | Bestandsstrecke von Jakarta | Bestandsstrecke von Jakarta |
| Bahnhof · Bahnhof |                      | Padalarang (Bandung)        | Padalarang (Bandung)        |
| Strecke nach links · Kreuzung geradeaus oben · Strecke quer |                      | nach Bandung                | nach Bandung                |
| Tunnel |                      |                             |                             |
| Bahnhof |                      | Tegalluar (Bandung)         | Tegalluar (Bandung)         |
| Betriebs-/Güterbahnhof Strecke ab hier außer Betrieb |                      | Betriebswerk                | Betriebswerk                |
| Bahnhof (Strecke außer Betrieb) |                      | Kertajati                   | Kertajati                   |
| Bahnhof (Strecke außer Betrieb) |                      | Cirebon                     | Cirebon                     |
| Bahnhof (Strecke außer Betrieb) |                      | Purwokerto                  | Purwokerto                  |
| Bahnhof (Strecke außer Betrieb) |                      | Yogyakarta                  | Yogyakarta                  |
| Bahnhof (Strecke außer Betrieb) |                      | Solo                        | Solo                        |
| Bahnhof (Strecke außer Betrieb) |                      | Madiun                      | Madiun                      |
| Kopfbahnhof Streckenende (Strecke außer Betrieb) |                      | Surabaya                    | Surabaya                    |

Die Schnellfahrstrecke Jakarta–Surabaya ist die erste Schnellfahrstrecke in Indonesien, in Südostasien und in der südlichen Hemisphäre. Ein erster Abschnitt von Jakarta nach Bandung ist fertiggestellt und seit 2023 in Betrieb, die Weiterführung nach Surabaya befindet sich in der Planungsphase.

## Geografie

Strecke im Netz der Insel Java

Die Strecke soll insgesamt 712 km lang werden und die indonesische Hauptstadt Jakarta mit Surabaya verbinden.
Der erste Abschnitt zwischen Jakarta nach Bandung ist 142 km lang und verläuft abschnittweise entlang der Bestandsstrecke und einer Autobahn. 38 % der Trasse sind aufgeständert, 11 % führen durch insgesamt 13 Tunnel.

## Technische Parameter
Die zweigleisige, elektrifizierte Strecke in Normalspur ist für eine Höchstgeschwindigkeit von 350 km/h ausgelegt. Da das bisherige Eisenbahnnetz auf Java in Kapspur verlegt ist, handelt es sich bei der Strecke um einen Inselbetrieb.
An den beiden derzeitigen Endpunkten wurden neue Bahnhöfe außerhalb der Stadtzentren errichtet. In Jakarta ist das der Bahnhof Halim am Ostrand der Stadt. Mit dem Stadtzentrum von Jakarta ist er durch die Schnellbahnlinie BK nach Bekasi und einer Fahrzeit von etwa 30 Minuten verbunden. Bandung ist mit zwei Bahnhöfen angeschlossen: Im Westen der Stadt liegt der Bahnhof Padalarang, im Osten der Stadt der Bahnhof Tegalluar. In Padalarang besteht Anschluss an den Nahverkehr auf der Bestandsstrecke. Hier verkehren Zubringerzüge, die den Bahnhof ohne Zwischenhalt mit dem Zentrum von Bandung verbinden. Der Bahnhof Tegalluar ist der vorläufige Endpunkt der Strecke, hier befindet sich auch das Bahnbetriebswerk. Vom Bahnhof Tegalluar gibt es keine Schienenverbindung in die Stadt.

## Geschichte
Der Bau des ersten Abschnitts zwischen Jakarta und Bandung erfolgte durch die China Railway Engineering Group, finanziert durch die China Development Bank. Die Baukosten betrugen etwa 6,8 Mrd. €. Ursprünglich veranschlagt waren Baukosten von 3,9 Mrd. €.
Die Bauarbeiten wurden im August 2023 abgeschlossen und erste Testfahrten im September unternommen, die Geschwindigkeiten bis zu 385 km/h erreichten. Der kommerzielle Betrieb wurde am 2. Oktober 2023 durch den indonesischen Staatspräsidenten Joko Widodo eröffnet.
Die Weiterführung nach Surabaya befindet sich in Planung und soll in der gleichen Konstellation wie der erste Abschnitt verwirklicht werden.[veraltet]

## Betrieb

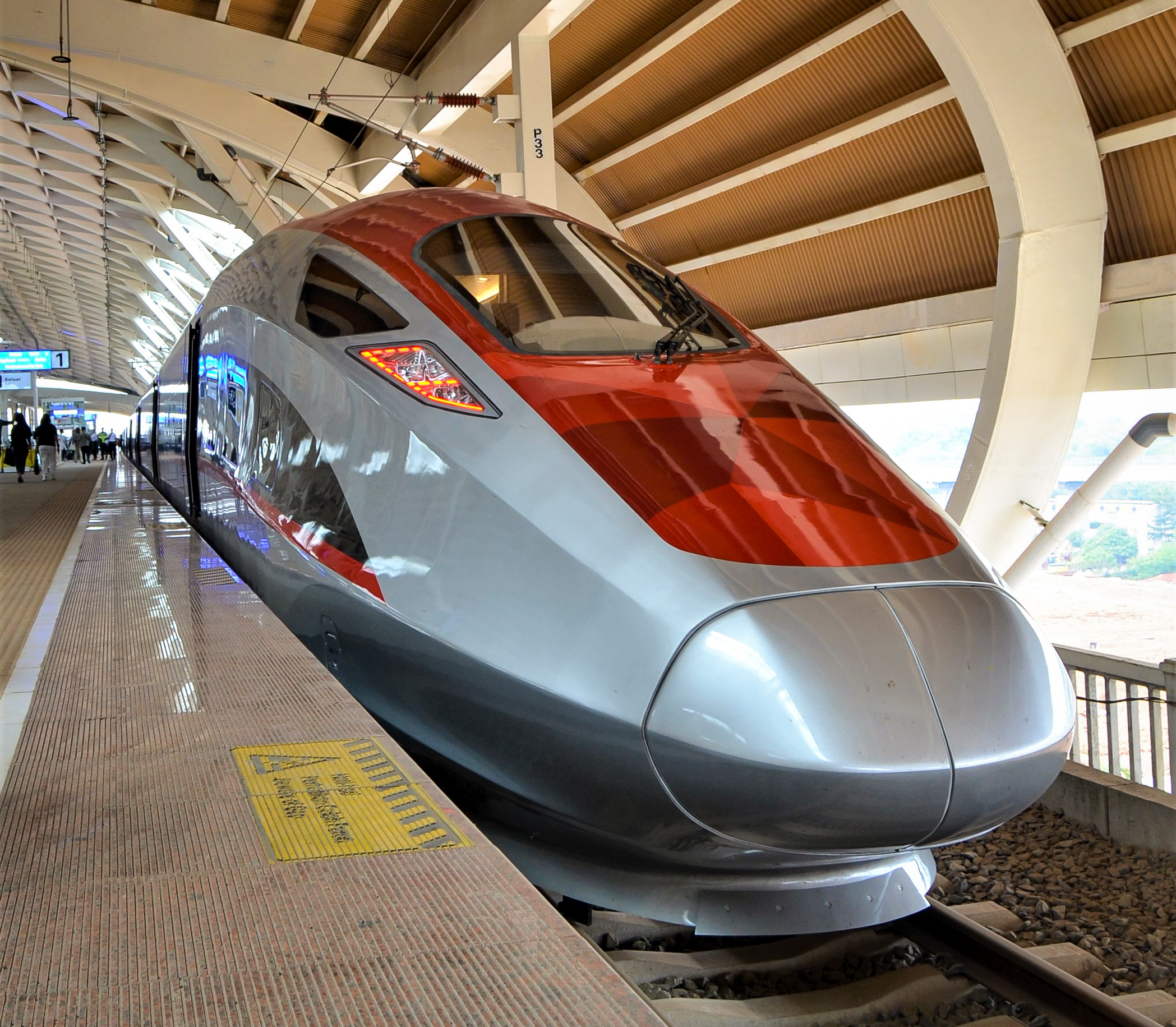
Zug im Bahnhof Jakarta Halim

Die Strecke wird von der Kereta Cepat Indonesia China (Indonesisch-chinesische Hochgeschwindigkeitsbahn – KCIC) betrieben, ein Konsortium aus der Kereta Api Indonesia (Staatsbahn), der China Railway Engineering Group und weiteren. Die Züge fahren unter der Bezeichnung Whoosh, eine auf die Lautmalerei hingebogene Abkürzung für Waktu Hemat, Operasi Optimal, Sistem Hebat (Zeitersparnis, optimaler Betrieb, ausgezeichnetes System). Es werden zwischen neun und 13 Zugpaare pro Tag angeboten. Die Fahrzeit zwischen Jakarta und Bandung sank mit dem neuen Hochgeschwindigkeitszug für Bahnreisende von drei Stunden auf 40 Minuten.

## Fahrzeuge

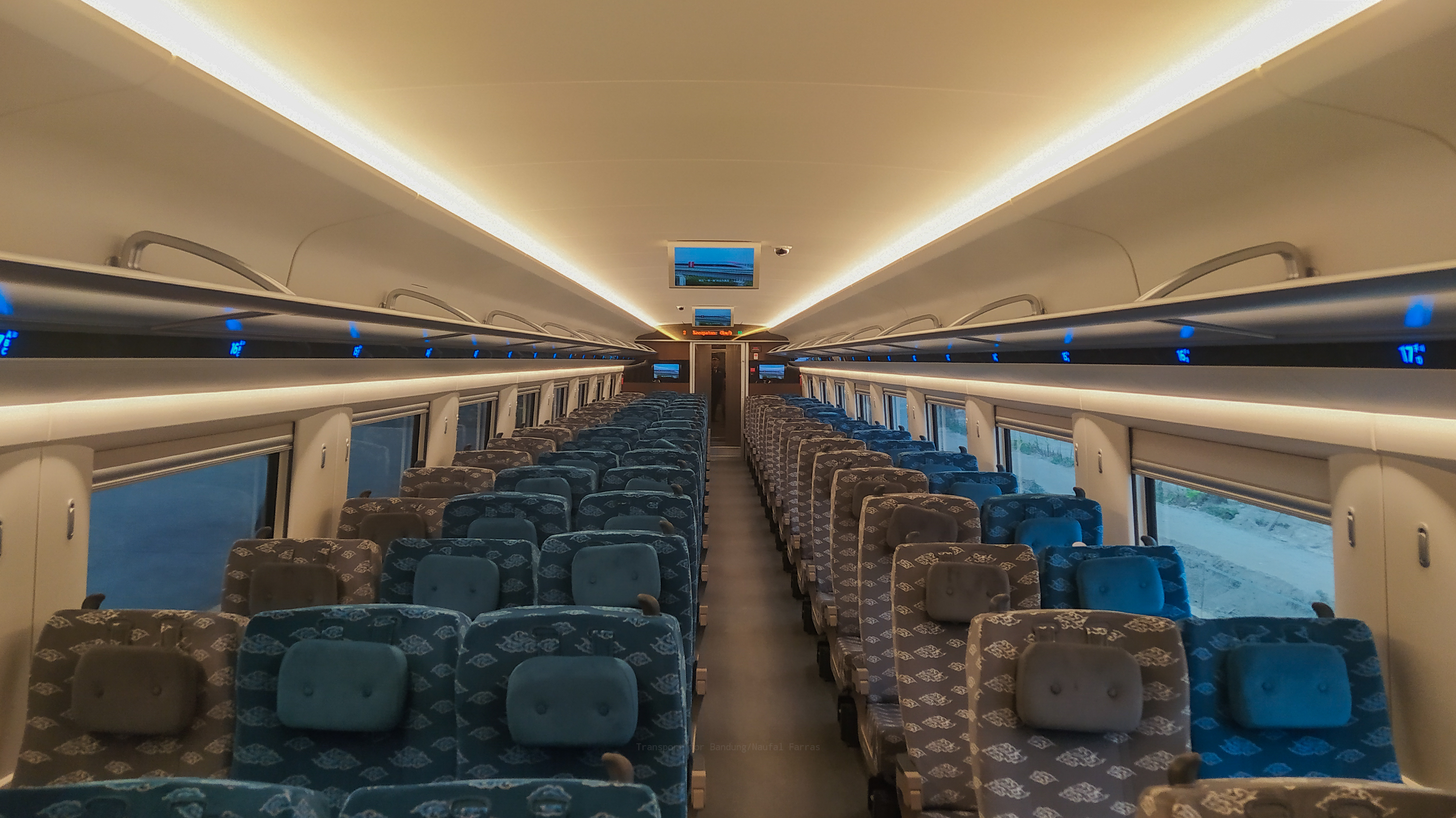
2+3-Bestuhlung in der 2. Klasse

Die elektrischen Triebzüge des Typs KCIC400AF „Fuxing“ wurden in der Volksrepublik China von der China Railway International Co. Ltd. in Zusammenarbeit mit der CRRC Qingdao Sifang hergestellt. Es wurden 11 Fahrzeuge für den Reiseverkehr und eines für die Strecken-Diagnostik gebaut. Sie sind für eine Höchstgeschwindigkeit von 350 km/h ausgelegt. Die Antriebe sind über den ganzen Zug verteilt. Die Züge sind mit Sensoren ausgestattet, die Erdbeben erkennen können. Jede Einheit bietet 601 Sitzplätze und besteht aus sechs Wagen 2. Klasse, einem Speisewagen und einem Wagen 1. Klasse. Doppeltraktion ist möglich.